# Paralophia
Paralophia é um género botânico pertencente à família das orquídeas (Orchidaceae).

## Espécies deParalophia
1. Paralophia epiphytica (P.J.Cribb, Du Puy & Bosser) P.J.Cribb, Bot. Mag. 22: 50 (2005)
2. Paralophia palmicola (H.Perrier) P.J.Cribb, Bot. Mag. 22: 51 (2005)